# پادشاه جیلجی
جیلجی گئومگوان گایا (درگذشته ۴۹۲) هشتمین فرمانروای گئومگوان گایا، یکی از ایالات کنفدراسیون گایا بود. او پسر پادشاه چویهوی و ملکه ایندئوک بود. او با ملکه بانگوون که دختر ساگان گئومسانگ بود ازدواج کرد.
پادشاه جیلجی یک معبد بودائی برای ملکه اجدادی گئومگوان گایا، هئو هوانگوک، درست بر روی مکانی که ملکه هوانگوک و پادشاه سورو با یکدیگر ازدواج کردند به وجود آورد. پادشاه جیلجی این معبد را وانگهوسا نامید که بمعنای معبد ملکه است نامید. پس از او پسرش گیئومجی بر تخت نشست.